# La Mata del Páramo
La Mata del Páramo es una localidad perteneciente al municipio de San Pedro Bercianos, situada en la comarca del Páramo Leonés, al sur de la provincia de León, España, con una población de 106 habitantes según el INE.
Está situada en la LE-413.